# Lekkoatletyka na Letnich Igrzyskach Olimpijskich 1980 – bieg na 10 000 m mężczyzn
Bieg na 10 000 metrów mężczyzn podczas XXII Letnich Igrzysk Olimpijskich w Moskwie rozegrano 24 (eliminacje) i 27 lipca (finał) na Stadionie Łużniki. Zwycięzcą został reprezentant Etiopii Miruts Yifter, który na tych igrzyskach zwyciężył również w biegu na 5000 metrów.

## Rekordy

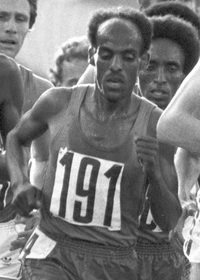
Miruts Yifter

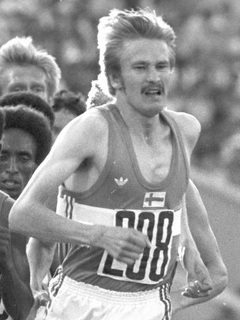
Kaarlo Maaninka

|                   | Zawodnik    | Narodowość | Czas     | Data                 | Miejsce   |
| ----------------- | ----------- | ---------- | -------- | -------------------- | --------- |
| Rekord świata     | Henry Rono  | Kenia      | 27:22,4  | 11 czerwca 1978(dts) | Wiedeń    |
| Rekord olimpijski | Lasse Virén | Finlandia  | 27:38,35 | 3 września 1972(dts) | Monachium |

## Wyniki
| Poz. - pozycja |
| – rekord świata \| – rekord krajowy \| – rekord życiowy \| = – wyrównany rekord życiowy \| · – najlepszy wynik w sezonie \| = – wyrównany najlepszy wynik w sezonie \| – rekord olimpijski |
| Fn – falstart \| DNF – nie ukończył \| DNS – nie wystartował \| DSQ – zdyskwalifikowany |

### Eliminacje
Rozegrano trzy biegi eliminacyjne. Do finału awansowało po czterech najlepszych zawodników z każdego biegu (Q) oraz trzech z najlepszymi czasami spośród pozostałych (q}.

#### Bieg 1
| Poz. | Zawodnik              | Narodowość      | Rezultat | Uwagi |
| ---- | --------------------- | --------------- | -------- | ----- |
| 1    | Mohamed Kedir         | Etiopia         | 28:16,38 | Q     |
| 2    | Kaarlo Maaninka       | Finlandia       | 28:30,96 | Q     |
| 3    | Werner Schildhauer    | NRD             | 28:32,08 | Q     |
| 4    | Lasse Virén           | Finlandia       | 28:45,72 | Q     |
| 5    | Steve Austin          | Australia       | 29:45,2  |       |
| 6    | Alex Hagelsteens      | Belgia          | 29:47,6  |       |
| 7    | Geoff Smith           | Wielka Brytania | 30:00,1  |       |
| 8    | Abdel Madjid Mada     | Algieria        | 30:23,4  |       |
| 9    | Akel Hamdan           | Syria           | 31:21,9  |       |
| 10   | Motlalepula Thabana   | Lesotho         | 34:01,5  |       |
| –    | John Treacy           | Irlandia        | DNF      |       |
| –    | Zakariah Barie        | Tanzania        | DNF      |       |
| –    | Aleksandras Antipovas | ZSRR            | DNF      |       |
| –    | Bernardo Manuel       | Angola          | DNS      |       |

#### Bieg 2
| Poz. | Zawodnik              | Narodowość      | Rezultat | Uwagi |
| ---- | --------------------- | --------------- | -------- | ----- |
| 1    | Miruts Yifter         | Etiopia         | 28:41,68 | Q     |
| 2    | Jörg Peter            | NRD             | 28:49,96 | Q     |
| 3    | Brendan Foster        | Wielka Brytania | 28:55,15 | Q     |
| 4    | Enn Sellik            | ZSRR            | 29:12,1  | Q     |
| 5    | Antonio Prieto        | Hiszpania       | 29:12,8  | q     |
| 6    | Rachid Habchaoui      | Algieria        | 29:12,9  |       |
| 7    | Enrique Aquino        | Meksyk          | 29:21,3  |       |
| 8    | José Gómez            | Meksyk          | 29:53,6  |       |
| 9    | Damiano Musonda       | Zambia          | 30:29,2  |       |
| 10   | Kenias Tembo          | Zimbabwe        | 30:53,8  |       |
| 11   | Jules Randrianarivelo | Madagaskar      | 31:18,4  |       |
| –    | Domingo Tibaduiza     | Kolumbia        | DNF      |       |
| –    | Gerard Barrett        | Australia       | DNS      |       |
| –    | Suleiman Nyambui      | Tanzania        | DNS      |       |

#### Bieg 3
| Poz. | Zawodnik           | Narodowość      | Rezultat | Uwagi |
| ---- | ------------------ | --------------- | -------- | ----- |
| 1    | Tolossa Kotu       | Etiopia         | 28:55,26 | Q     |
| 2    | Mike McLeod        | Wielka Brytania | 28:57,27 | Q     |
| 3    | Bill Scott         | Australia       | 28:58,70 | Q     |
| 4    | Martti Vainio      | Finlandia       | 28:59,81 | Q     |
| 5    | Ilie Floroiu       | Rumunia         | 29:03,1  | q     |
| 6    | Gerard Tebroke     | Holandia        | 29:05,8  | q     |
| 7    | Jiří Sýkora        | Czechosłowacja  | 29:19,8  |       |
| 8    | Rodolfo Gómez      | Meksyk          | 29:25,7  |       |
| 9    | Władimir Szesterow | ZSRR            | 29:32,4  |       |
| 10   | Hari Chand         | Indie           | 29:45,8  |       |
| 11   | Leodigard Martin   | Tanzania        | 30:33,4  |       |
| 12   | Golekane Mosveu    | Botswana        | 30:38,8  |       |
| 13   | Nara Bahadur Dahal | Nepal           | 31:19,8  |       |
| –    | Dias Alface        | Mozambik        | DNF      |       |
| –    | Markus Ryffel      | Szwajcaria      | DNF      |       |

### Finał
| Poz. | Zawodnik           | Narodowość      | Rezultat | Uwagi |
| ---- | ------------------ | --------------- | -------- | ----- |
| 1    | Miruts Yifter      | Etiopia         | 27:42,69 |       |
| 2    | Kaarlo Maaninka    | Finlandia       | 27:44,28 |       |
| 3    | Mohamed Kedir      | Etiopia         | 27:44,64 |       |
| 4    | Tolossa Kotu       | Etiopia         | 27:46,47 |       |
| 5    | Lasse Virén        | Finlandia       | 27:50,46 |       |
| 6    | Jörg Peter         | NRD             | 28:05,53 |       |
| 7    | Werner Schildhauer | NRD             | 28:10,71 |       |
| 8    | Enn Sellik         | ZSRR            | 28:13,72 |       |
| 9    | Bill Scott         | Australia       | 28:15,08 |       |
| 10   | Ilie Floroiu       | Rumunia         | 28:16,25 |       |
| 11   | Brendan Foster     | Wielka Brytania | 28:22,54 |       |
| 12   | Mike McLeod        | Wielka Brytania | 28:40,78 |       |
| 13   | Martti Vainio      | Finlandia       | 28:46,22 |       |
| 14   | Gerard Tebroke     | Holandia        | 28:50,08 |       |
| –    | Antonio Prieto     | Hiszpania       | DNF      |       |